# گالواون
گالواون (به پرتغالی: Galvão) یک شهرداری در ایالت سانتا کاتارینا در منطقه جنوب برزیل است.